# Mujahidin del Deccan
I Mujahidin del Deccan (Hindi: दक्खिन मुजाहिदीन, Dakhni/Urdu: دکن مجاہدین), (anche detti Mujahidin Hyderabad Deccan) sono un gruppo terrorista islamico che, secondo un'e-mail inviata alle agenzie stampa, ha rivendicato la responsabilità per gli attentati del 26 novembre 2008 a Mumbai.
Le fonti di intelligence sono in conflitto sull'esistenza dei Mujahidin del Deccan: essi erano sconosciuti prima degli attentati di Mumbai nel novembre 2008.